# Афанасьевская (Бабаевский район)
Афанасьевская — деревня в Бабаевском районе Вологодской области.
Входит в состав Борисовского сельского поселения (с 1 января 2006 года по 13 апреля 2009 года входила в Новолукинское сельское поселение), с точки зрения административно-территориального деления — в Новолукинский сельсовет.
Расстояние до районного центра Бабаево по автодороге — 74 км, до центра муниципального образования села Борисово-Судское по прямой — 7 км. Ближайшие населённые пункты — Волково, Папино, Сидорово, Сумароково, Третьяковская.
По данным переписи в 2002 году постоянного населения не было.